# Familia Palavandishvili
Los Palavandishvili (en georgiano: ფალავანდიშვილი) son una familia aristocrática georgiana, cuyos orígenes remontan desde el siglo XII y XIII, y formaron parte de la kniaz o nobleza del Imperio ruso como Príncipes Palavandov (en ruso: Палавандовы) en el siglo XIX.
El apellido "Palavandishvili" significa ''guerrero''.Cuándo Georgia estuvo en una guerra, acorndaron con sus enemigos no derramar sangre, y elegir uno de sus soldados predilectos y realizar un combate uno a uno. Después de un gran batalla entre estos dos grandes guerreros, Palavandishvili obtuvo la victoria, y se le inculcó su apellido con el nombre de guerrero. Según el historiador ruso-georgiano Cyrille Toumanoff, el patronímico dinástico de esta familia – Palavandishvili literalmente traducido como “los hijos de Palavandi” – revela su conexión con la casa armenia de los Pahlavuni del antiguo pueblo arsácida (persa); y la leyenda familiar de la migración puede ser un vago recuerdo de la descendencia Palavandishvili  Pahlavid.
Los Palavandishvili se asentaron primero en Ajaltsije en la provincia de Mesjetia, al sur de Georgia, que cayó bajo el dominio del Imperio otomano en el siglo XVI. Gran parte de la familia huyó hacia el norte, en el reino de Kartli; quienes se quedaron en Mesjetia se convirtieron al Islam. En Kartli, la familia fue confirmada con el rango de príncipe (tavadi) y recibió un feudo hereditario –conocido como Sapalavando– en el valle Prone que compartían con las familias nobles Abashidze y Amirejibi, siendo esta última su rama. En la jerarquía aristocrática contemporánea, los Palavandishvili era grandes de la segunda clase y vasallos de los Príncipes de Mujrani. Después de la anexión rusa de Georgia, fueron confirmados como príncipes del Imperio ruso entre 1825 y 1850.